# Intel 8088
Intel 8088（インテル 8088、i8088）は、インテルの16ビットマイクロプロセッサ(CPU)。1979年1月に発表された。

## 概要
i8086の外部データバスを16ビットから8ビットに変更し、命令プリフェッチキューを6バイトから4バイトに縮めた。マイクロプロセッサとしては最大1MBのメモリを接続可能。初代IBM PCには4.77MHz駆動のi8088が採用され、メモリは256KBまで増設できた(システムボードで64ｋB、IO拡張用スロットで192KB)。
外部バスが8ビットであることから、ハードウェア面では8ビットCPUとして扱われることもある。IBM PCおよびPC/XTの拡張バス（XTバス、後の8ビットISAバス）のデータバスが8ビットであるのも、i8088を採用したことによる。
IBM社内のエンジニアはモトローラのMC68000を使うことを希望しており、IBM Instruments 9000 Laboratory Computerに搭載された。IBMはインテルとの間でバブルメモリの権利と交換に8086ファミリーを製造する権利を所有していた。8ビットのi8088を採用した理由は、i8085用の既存ペリフェラルコンポーネントを利用でき、i8085用の設計を流用してコンピュータを製造できたためである。メモリと入出力に関する制御信号である IO/Mは、メモリ・アクセス時にローレベルとなり、IOアクセス時にハイレベルとなることから、8ビットマイクロプロセッサであるi8080/i8085と互換性を保っている。一方でMC6800用のペリフェラルコンポーネントはあったがMC68000用のペリフェラルコンポーネントは当時はまだなかった。インテルのバブルメモリはしばらくの間生産されたが、コストダウンに強い日本の競合企業により市場を追われ、メモリ市場を撤退しCPU市場へ方針転換した。
なおi8085を搭載したシステムのCPUをi8088に置き換えるにはそれなりの設計変更が必要だったが、i8088を搭載したシステムでは設計を変更することなくCPUを日本電気のV20に置き換えることにより約20%ほど高速化することができた。